# 克拉爾特·卡斯特列特

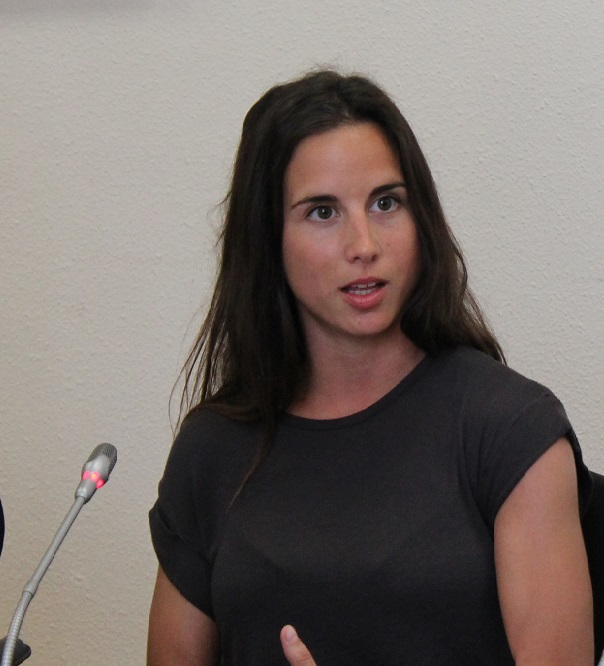
克拉尔特·卡斯特列特，2018年

克拉爾特·卡斯特列特（西班牙語：Queralt Castellet，1989年6月17日—），西班牙單板滑雪運動員，她代表西班牙隊參加了中國舉行的2022年冬季奧林匹克運動會，並且在女子U型場地技巧比賽上獲得銀牌。